# Campeonato Ecuatoriano de Fútbol Serie B
De Campeonato Ecuatoriano de Fútbol Serie B is de op een na hoogste voetbalcompetitie van en in Ecuador die wordt georganiseerd door de Federación Ecuatoriana de Fútbol. Het is een competitie die sinds 1971 jaarlijks wordt georganiseerd. De competitie draagt sinds 2009 om commerciële redenen de naam Copa Credife Serie B. De nummers één en twee promoveren naar de hoogste afdeling, de Serie A, de nummers elf en twaalf degraderen naar de Segunda Categoría.

## Overzicht
| Seizoen                                                               | Winnaar                        | Runner-up                |
| --------------------------------------------------------------------- | ------------------------------ | ------------------------ |
| 1971                                                                  | Club Social y Deportivo Macará | Centro Deportivo Olmedo  |
| 1972                                                                  | LDU de Portoviejo              | Deportivo Quito          |
| 1972                                                                  | Deportivo Cuenca               | CD Universidad Católica  |
| In 1973 werd de Serie B samengevoegd met de Segunda División          |                                |                          |
| 1974                                                                  | LDU Quito                      | América de Quito         |
| 1974                                                                  | Sociedad Deportiva Aucas       | Deportivo Quito          |
| 1975                                                                  | Audaz Octubrino                | Club 9 de Octubre        |
| 1976                                                                  | Carmen Mora de Encalada        | Deportivo Quito          |
| 1976                                                                  | LDU de Portoviejo              | América de Quito         |
| 1977                                                                  | LDU de Cuenca                  | Manta Fútbol Club        |
| 1977                                                                  | CD Técnico Universitario       | Deportivo Quito          |
| 1978                                                                  | Bonita Banana                  | Unión Deportiva Valdez   |
| 1978                                                                  | América de Quito               | LDU Quito                |
| 1979                                                                  | Manta Fútbol Club              | Sociedad Deportiva Aucas |
| 1979                                                                  | Club Deportivo El Nacional     | Everest Guayaquil        |
| 1980                                                                  | Deportivo Quito                | LDU de Cuenca            |
| 1980                                                                  | LDU de Portoviejo              | Club Deportivo Cuenca    |
| 1981                                                                  | Club Sport Emelec              | Club 9 de Octubre        |
| 1981                                                                  | CD Técnico Universitario       | LDU de Portoviejo        |
| 1982                                                                  | Club Deportivo Quevedo         | Sociedad Deportiva Aucas |
| 1982                                                                  | Manta Fútbol Club              | América de Quito         |
| Van 1983 tm 1988 werd de Serie B samengevoegd met de Segunda División |                                |                          |
| 1989                                                                  | Delfín Sporting Club           | CD Universidad Católica  |
| 1989                                                                  | Juventus de Esmeraldas         | River Plate de Riobamba  |
| 1990                                                                  | CD Universidad Católica        | LDU de Portoviejo        |
| 1990                                                                  | CJD Esmeraldas                 | LDU de Loja              |
| 1991                                                                  | Club Atlético Green Cross      | LDU de Portoviejo        |
| 1991                                                                  | Sociedad Deportiva Aucas       | Club Deportivo Espoli    |
| 1992                                                                  | LDU de Portoviejo              | Club Deportivo Espoli    |
| 1992                                                                  | Santos Fútbol Club             | Calvi Fútbol Club        |
| 1993                                                                  | Club Deportivo Espoli          | LDU de Portoviejo        |
| 1994                                                                  | Centro Deportivo Olmedo        | Club 9 de Octubre        |
| 1995                                                                  | Club Deportivo Cuenca          | CD Técnico Universitario |
| 1996                                                                  | Club Deportivo Quevedo         | Calvi Fútbol Club        |
| 1997                                                                  | Panamá Sporting Club           | Delfín Sporting Club     |
| 1998                                                                  | CSD Macará                     | Audaz Octubrino          |
| 1999                                                                  | CD Técnico Universitario       | LDU de Portoviejo        |
| 2000                                                                  | Audaz Octubrino                | LDU de Portoviejo        |
| 2001                                                                  | LDU Quito                      | Club Deportivo Cuenca    |
| 2002                                                                  | CD Técnico Universitario       | Manta Fútbol Club        |
| 2003                                                                  | Centro Deportivo Olmedo        | CSD Macará               |
| 2004                                                                  | Club Deportivo Quevedo         | LDU de Loja              |
| 2005                                                                  | Club Deportivo Espoli          | Manta Fútbol Club        |
| 2005                                                                  | CSD Macará                     | CD Universidad Católica  |
| 2006                                                                  | Deportivo Azogues              | CD Universidad Católica  |
| 2006                                                                  | Sporting Club Imbabura         | CD Universidad Católica  |
| 2007                                                                  | CD Universidad Católica        | Club Deportivo Espoli    |
| 2008                                                                  | Manta Fútbol Club              | LDU de Portoviejo        |
| 2009                                                                  | CSD Independiente José Terán   | CD Universidad Católica  |
| 2010                                                                  | LDU de Loja                    | Sporting Club Imbabura   |
| 2011                                                                  | CD Técnico Universitario       | CSD Macará               |
| 2012                                                                  | CD Universidad Católica        | Club Deportivo Quevedo   |
| 2013                                                                  | CD Olmedo                      | Mushuc Runa SC           |
| 2014                                                                  | SD Aucas                       | CD River Ecuador         |
| 2015                                                                  | Fuerza Amarilla                | Manta FC                 |
| 2016                                                                  | CSD Macará                     | CD Clan Juvenil          |
| 2017                                                                  | CD Universidad Católica        | SD Aucas                 |
| 2018                                                                  | Mushuc Runa SC                 | América de Quito         |